# Idenau

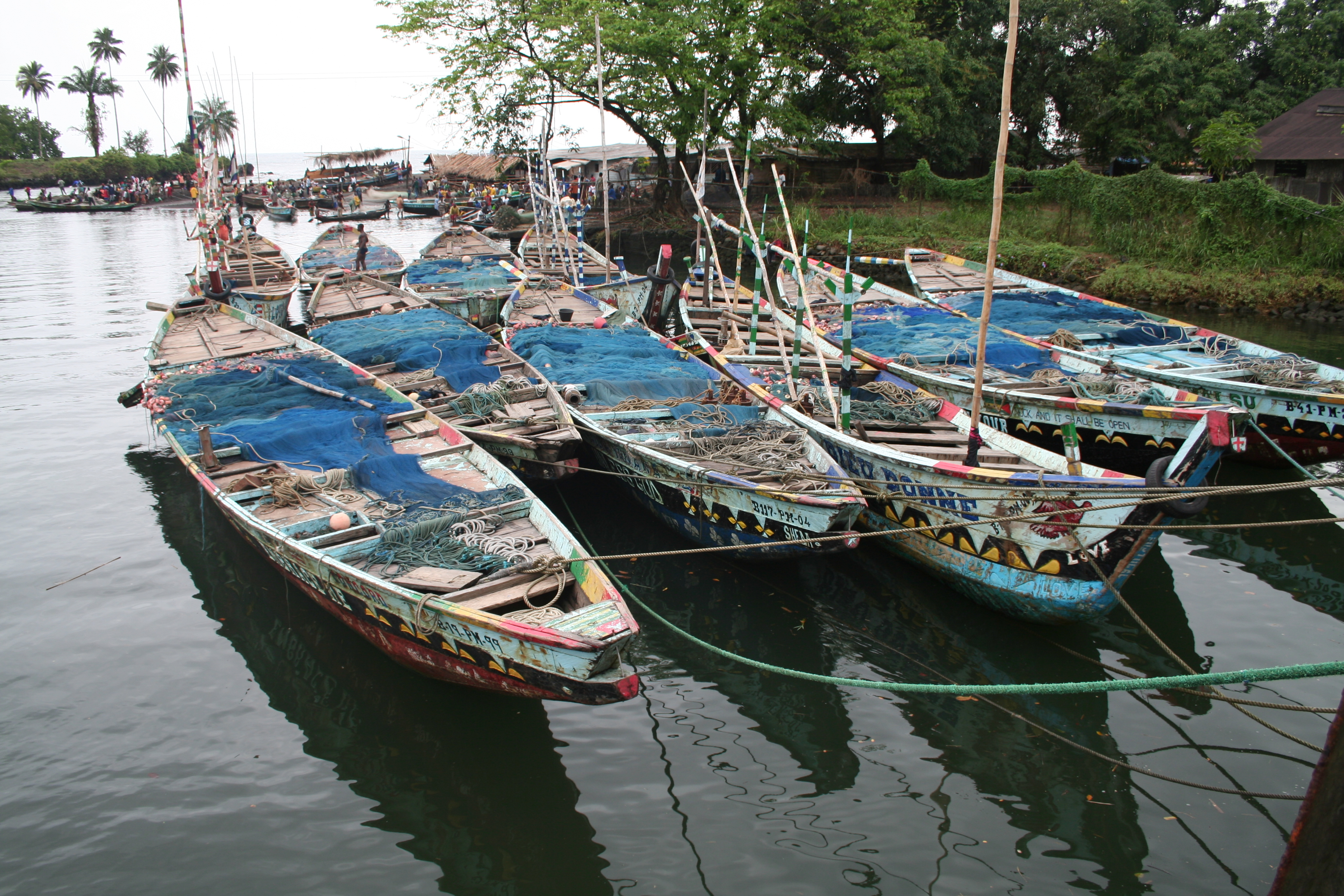
Fischerboote in Idenau

Idenau ist ein Ort in der Südwestprovinz an der kamerunischen Atlantikküste bei Bibundi, westlich des Kamerunberges und nahe der Grenze zu Nigeria. Er liegt auf einer Höhe von 80 Metern über dem Meeresspiegel und hat ungefähr 15.000 Einwohner.
Der Ort hat seinen Namen aus der deutschen Kolonialzeit. Gründer war 1897/98 der Mannheimer Unternehmer Ferdinand Scipio (1837–1905). Das Deutsche Koloniallexikon von 1920 vermerkt als Eigentümer das Stuttgarter Privatunternehmen Idenau-Pflanzung, auf deren Gebiet Kakao, Kautschuk, Bananen, Ölpalmen, Kaffee gepflanzt werden.
An einer Flussmündung gelegen, gibt es heute einen kleinen Fischereihafen und in geringem Maße auch Tourismus. In der Umgebung Idenaus werden in großen Plantagen Ölpalmen angebaut.